# Gonzaga di Bonaventura Corradi
I Gonzaga di Bonaventura Corradi costituirono un ramo cadetto della dinastia dei Corradi-Gonzaga, che esistette in linea diretta maschile dal 1260 circa e sino al 1746.
Dalle poche notizie storiche si rileva che la linea si formò a partire da Bonaventura Corradi, figlio di Guidone Corradi, che diede vita con Ludovico I Gonzaga alla dinastia dei Gonzaga di Mantova.

## Membri principali
- Bonaventura Corradi (XIII secolo), figlio di Guidone Corradi;
- Lancellotto (XIII secolo);
- Giovannino (XIV secolo), fu tra gli "Anziani del Popolo" di Mantova che nel 1360 elessero Guido Gonzaga a capitano del popolo della città;
- Marsiglio (XIV secolo), fu nel "Consiglio dei Cento" che proclamarono nel 1388 Francesco I Gonzaga a capitano del popolo di Mantova. Sposò Beatrice Torelli di Mantova;
- Francesco (XIV secolo), nel 1380 fu inviato a Milano per la sigla del contratto di matrimonio tra Francesco I Gonzaga e Agnese Visconti. Sposò Elisabetta Cappo;
- Raffaele (XV secolo), fu al servizio del marchese di Mantova Francesco II Gonzaga e ricoprì la carica di podestà di Lonato e di Asola, terre strappate per pochi anni alla Repubblica di Venezia;
- Luigi (XVI secolo), sposò Cecilia Cattabeni;
- Gianfrancesco (XVI secolo), detto "Gonzaghino", passò il cognome Gonzaga ai suoi discendenti. Sposò Anna Aliprandi;
- Luigi (?-1592), sposò Girolama Franberti ed ebbero otto figli, tra cui Raffaele;
- Raffaele (XVII secolo), sposò Lucrezia Ardizzoni;
- Luigi (XVII secolo), sposò Margherita Galvani;
- Gianfrancesco (XVII secolo), sposò Margherita Prandi ed ebbero due figli: Raffaele e Giambattista;
- Raffaele (1684-1709), senza eredi;
- Giambattista (4 maggio 1685 - Governolo, 10 luglio 1746), protonotario apostolico.[2]

Alla sua morte Giambattista Gonzaga lasciò l'eredità alla famiglia Torelli e la linea si estinse.

## Genealogia
|               |               |        |        |                      |                      |                                       |                                       |         |         |                           |             |             |             |            |               |               |
|               |               |        |        |                      |                      |                                       |                                       |         |         | Bonaventura (XIII secolo) |             |             |             |            |               |               |
|               |               |        |        |                      |                      |                                       |                                       |         |         |                           |             |             |             |            |               |               |
|               |               |        |        |                      |                      |                                       |                                       |         |         |                           |             |             |             |            |               |               |
|               |               |        |        |                      |                      |                                       |                                       | Antonio | Antonio | Lancillotto               | Lancillotto | Pagano      | Pagano      |            |               |               |
|               |               |        |        |                      |                      |                                       |                                       |         |         |                           |             |             |             |            |               |               |
|               |               |        |        |                      |                      |                                       |                                       |         |         |                           |             |             |             |            |               |               |
|               |               |        |        |                      |                      |                                       |                                       |         |         | Giovannino                |             |             |             |            |               |               |
|               |               |        |        |                      |                      |                                       |                                       |         |         |                           |             |             |             |            |               |               |
|               |               |        |        |                      |                      |                                       |                                       |         |         |                           |             |             |             |            |               |               |
|               |               |        |        |                      |                      |                                       |                                       |         |         | Marsiglio                 |             |             |             |            |               |               |
|               |               |        |        |                      |                      |                                       |                                       |         |         |                           |             |             |             |            |               |               |
|               |               |        |        |                      |                      |                                       |                                       |         |         |                           |             |             |             |            |               |               |
|               |               |        |        |                      |                      |                                       |                                       |         |         | Francesco                 |             |             |             |            |               |               |
|               |               |        |        |                      |                      |                                       |                                       |         |         |                           |             |             |             |            |               |               |
|               |               |        |        |                      |                      |                                       |                                       |         |         |                           |             |             |             |            |               |               |
|               |               |        |        |                      |                      |                                       |                                       | Gaspero | Gaspero | Raffaele                  | Raffaele    | Lancillotto | Lancillotto |            |               |               |
|               |               |        |        |                      |                      |                                       |                                       |         |         |                           |             |             |             |            |               |               |
|               |               |        |        |                      |                      |                                       |                                       |         |         |                           |             |             |             |            |               |               |
|               |               |        |        |                      | Giuditta             | Giuditta                              | Luigi                                 | Luigi   | Anna    | Anna                      | Federico    | Federico    | Elisabetta  | Elisabetta | Gianfrancesco | Gianfrancesco |
|               |               |        |        |                      |                      |                                       |                                       |         |         |                           |             |             |             |            |               |               |
|               |               |        |        |                      |                      |                                       |                                       |         |         |                           |             |             |             |            |               |               |
|               |               |        |        |                      |                      |                                       | Gianfrancesco                         |         |         |                           |             |             |             |            |               |               |
|               |               |        |        |                      |                      |                                       |                                       |         |         |                           |             |             |             |            |               |               |
|               |               |        |        |                      |                      |                                       |                                       |         |         |                           |             |             |             |            |               |               |
|               |               |        |        |                      |                      |                                       | Luigi (?-1592)                        |         |         |                           |             |             |             |            |               |               |
|               |               |        |        |                      |                      |                                       |                                       |         |         |                           |             |             |             |            |               |               |
|               |               |        |        |                      |                      |                                       |                                       |         |         |                           |             |             |             |            |               |               |
| Gianfrancesco | Gianfrancesco | Orazio | Orazio | Terenzia             | Terenzia             | Raffaele                              | Raffaele                              | Laura   | Laura   | Marcello                  | Marcello    | Ludovico    | Ludovico    | Cinzia     | Cinzia        |               |
|               |               |        |        |                      |                      |                                       |                                       |         |         |                           |             |             |             |            |               |               |
|               |               |        |        |                      |                      |                                       |                                       |         |         |                           |             |             |             |            |               |               |
|               |               |        |        |                      | Luigi                | Luigi                                 | Orazio                                | Orazio  |         |                           |             |             |             |            |               |               |
|               |               |        |        |                      |                      |                                       |                                       |         |         |                           |             |             |             |            |               |               |
|               |               |        |        |                      |                      |                                       |                                       |         |         |                           |             |             |             |            |               |               |
|               |               |        |        |                      | Gianfrancesco        |                                       |                                       |         |         |                           |             |             |             |            |               |               |
|               |               |        |        |                      |                      |                                       |                                       |         |         |                           |             |             |             |            |               |               |
|               |               |        |        |                      |                      |                                       |                                       |         |         |                           |             |             |             |            |               |               |
|               |               |        |        | Raffaele (1684-1709) | Raffaele (1684-1709) | Giambattista (?-1746) - linea estinta | Giambattista (?-1746) - linea estinta |         |         |                           |             |             |             |            |               |               |